# Соверен

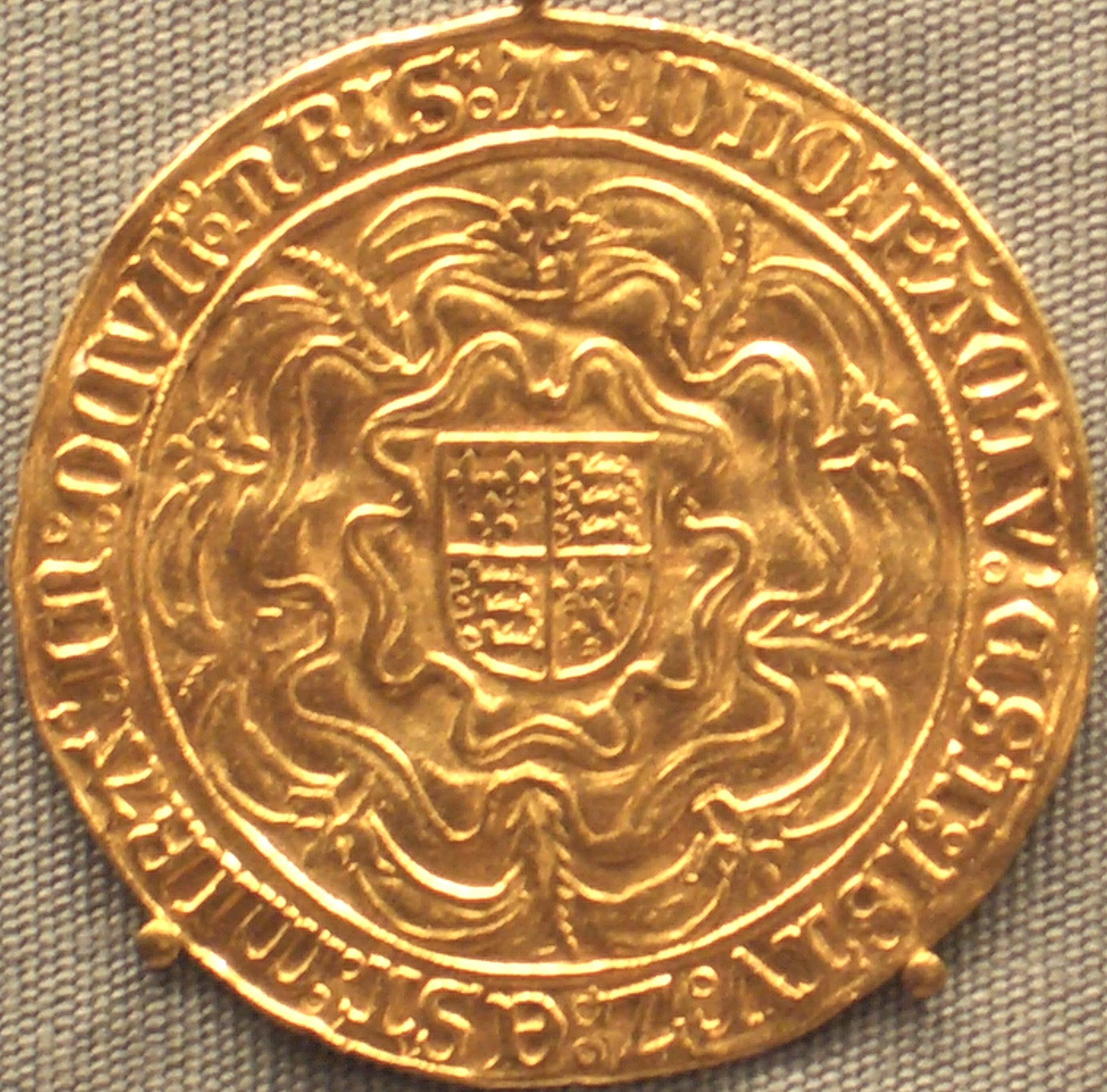
Соверен Єлизаветинського періоду

Соверен (англ. sovereign — велитель, монарх) — золота монета номінальною вартістю в 1 фунт стерлінгів. Соверен був запроваджений вперше у 1489 королем Генріхом VII, але випускається ще й досі. Свою назву він отримав від зображення короля на троні на аверсі. На реверсі соверена був викарбуваний герб на фоні троянди Тюдорів.
Спочатку соверени виготовлялися з 23-каратного золота, але за короля Генріха VIII нормою стало 22-каратне золото. Перші соверени важили 240 гранів, але з часом вага зменшувалася. В 1816 році вага соверена була зафіксована на рівні 113 гранів (7,322 г).
Соверени припинили карбувати в 1604 році, коли на англійський престол зійшла династія Стюартів. Нова золота монета, запроваджена Джеймсом (Яковом) I, називалася юнайтом на честь об'єднання Англії та Шотландії. Юнайт змінився лорелем, а з середини XVII століття золотою монетою Британії стала гінея.
В 1817 році після переходу Британії на золотий стандарт карбування соверенів відновилось. Соверен перебував у обігу все XIX і початок XX-го століття. В наш час монету карбують для колекціонерів.
Окрім монети вартістю в 1 фунт стерлінгів, в обігу була також монета вартістю 10 шилінгів — півсоверена. Монети в 2 фунти — подвійний соверен і 5 фунтів карбувалися для колекціонерів. У 2008 році була викарбувана монета номіналом чверть фунта.